# Зальцбургский университет
Зальцбургский университет — одно из высших учебных заведений Австрии; расположен в городе Зальцбург.

## История
23 июля 1622 Альберт III Кейслин (нем. Albert III. Keuslin) был назначен первым ректором бенедиктинского лицея в городе Зальцбург. 
5 октября 1622 император Священной Римской империи Фердинанд II повысил статус бенедиктинской гимназии до университетского уровня. Торжественное открытие университета состоялось 8 октября 1622 с участием местного архиепископа Париса фон Лодрона, именем которого он был впоследствии назван.
В 1810 году, после присоединения Зальцбурга к Баварии, университет был упразднён новой властью. Вместо него  были созданы теолого-философский лицей и медицинская школа. В 1850 лицей приобрёл статус теологического факультета, однако полноценный университет был заново учрежден только в 1962 году.
В настоящее время в университете города Зальцбурга обучается более 18 тысяч студентов.

## Известные преподаватели
- Саймонс, Питер
- Эбберт, Иоганн Баптист
- Пахлер, Аманд

## Факультеты
- Факультет католической теологии,
- Юридический факультет,
- Факультет культурологии и общественных наук,
- Факультет естественных наук.